# Крекінг-установки у Касімі
Крекінг-установки у Касімі — складові частини нафтохімічного майданчика концерну Mitsubishi, розташованого на узбережжі Тихого океану неподалік від Токіо.
У Касімі діяло одразу дві установки парового крекінгу компанії Mitsubishi, здатні продукувати 390 і 490 тисяч тонн етилену на рік. Цей олефін призначався для живлення цілого ряду похідних виробництв, як то:
- ліній поліетилену низької щільності (60 тисяч тонн) та лінійного поліетилену низької щільності (260 тисяч тонн);
- заводу оксиду етилену (240 тисяч тонн) та етиленгліколю (160 тисяч тонн);
- заводу мономеру вінілхлориду (600 тисяч тонн), який первісно належав п'яти власникам, а з 2012-го двом — Shin-Etsu і Mitsubishi Chemical з частками 70,6 % та 29,4 % відповідно.
Крім того, біля 50 тисяч тонн етилену споживала установка метатези олефінів.
У 2014-му внаслідок негативних для неї змін на світовому ринку Mitsubishi вирішила закрити установку № 1 з одночасним збільшенням потужності піролізного виробництва № 2 до 540 тисяч тонн етилену на рік. Як сировину ця установка споживає газовий бензин (55 %), бутан (20 %), пропан (10 %) та нефракціоновану суміш зріджених вуглеводневих газів (15 %), що дає змогу також продукувати  260 тисяч тонн пропілену. Крім того, ще 150 тисяч тонн пропілену видає згадана вище установка метатези, яка здійснює конверсію бутилену та етилену. Втім, потреби майданчику в цьому олефіні все одно значно вищі, оскільки тут містилися підприємства з виробництва 646 тисяч тонн поліпропілену, 250 тисяч тонн фенолу та 150 тисяч тонн ацетону.
Бутилен-бутадієнова фракція спрямовується для розділення на розташовану поруч установку компанії JSR. 